# Каменице (Јајце)
Каменице је насељено место у Босни и Херцеговини, у општини Јајце. Административно припада Федерацији Босне и Херцеговине, односно њеном Средњобосанском кантону. Према прелиминарним подацима пописа становништва из 2013. године, у насељу је било 34 становника, а већинску популацију чинили су Срби.
У овом месту је рођен 1912. године Душан Метлић, народни херој Југославије.

## Становништво
По последњем службеном попису становништва из 2013. године у насељу Каменице живело је 35 становника, а село је било етнички хомогено са већинском српском популацијом.
| Националност | 2013. | 1991. | 1981. | 1971. |
| Срби         | 32    | 199   | 137   | 141   |
| Хрвати       | 2     | 2     |       | 20    |
| Југословени  | –     | 0     | 6     | 0     |
| Укупно       | 34    | 201   | 143   | 161   |